# دوخنگتسه
دوخنگتسه (به لهستانی:  Duchnice) یک روستا در لهستان است که در گمینا اوژاروف مازوویتسکی واقع شده‌است. دوخنگتسه ۸۵۸ نفر جمعیت دارد.